# Hotel (Moby)
Hotel è un album del musicista Moby, pubblicato nel 2005. Nel 2014 il disco bonus Hotel: Ambient, è stato rimasterizzato e reso disponibile, con delle nuove tracce, solo nello store nordamericano di iTunes.

## Tracce

### Edizione 2005
Disco 1 (Hotel)
1. Hotel Intro – 1:54
2. Raining Again – 3:43
3. Beautiful – 3:10
4. Lift Me Up – 3:14
5. Where You End – 3:18
6. Temptation – 4:52
7. Spiders – 3:42
8. Dream About Me – 3:19
9. Very – 3:39
10. I Like It – 3:42
11. Love Should – 3:47
12. Slipping Away – 3:37
13. Forever – 3:34
14. Homeward Angel – 10:59 – contiene la traccia fantasma 35 Minutes

Disco 2 (Hotel: Ambient)
1. Swear – 6:41
2. Snowball – 4:25
3. Blue Paper – 6:07
4. Homeward Angel (Long) – 10:57
5. Chord Sounds – 7:25
6. Not Sensitive – 3:10
7. Lilly – 3:53
8. The Come Down – 5:18
9. Overland – 6:49
10. Live Forever – 7:15
11. Aerial – 5:51

### Riedizione 2014 diHotel: Ambient
1. Swear – 6:41
2. Snowball – 4:25
3. Blue Paper – 6:07
4. Homeward Angel (Long) – 10:57
5. Chord Sounds – 7:25
6. Not Sensitive – 3:10
7. Lilly – 3:53
8. May 4 Two – 8:10
9. The Come Down – 5:18
10. Overland – 6:49
11. Live Forever – 7:15
12. Aerial – 5:51
13. Spaired Long – 7:51
14. Live Forever (Long) – 15:40